# Las trampas del deseo
A Las trampas del deseo (A vágy csapdái) egy mexikói televíziós sorozat a Cadena Tres-től és az Argos-tól, amely 2013. október 21-én 21:00 órakor került adásba. 2013. október 28-tól 22:00 órára változtatták a kezdési időpontot. Főszereplői: Marimar Vega, Javier Jattin, Alejandra Ambrosi és Lourdes Reyes. A sorozatot Magyarországon még nem mutatták be.

## Történet
|  | Alább a cselekmény részletei következnek! |

A Las trampas del deseo három nőről szól, akik igyekeznek kielégíteni legmélyebb vágyaikat, amely lehet a szerelem, az igazság, vagy a hatalom.
Aurát megviselte édesanyja öngyilkossága. Hosszú idő után hazatér szülei lakásába. Újra találkozik gyerekkori szerelmével, Daríoval, aki segíthet begyógyítani sebeit.
Emilia hétéves volt, amikor nővére eltűnt. Marina néven az igazságot keresi egy prostitúcióval és emberkereskedelemmel foglalkozó hálózatba beépülve.
Roberta ambiciózus és egyre magasabbra tör. A legmagasabb körökben megszokott a képmutatás, az árulás és a megvesztegetés. Egyetlen gyenge pontja a fia, Darío.
|  | Itt a vége a cselekmény részletezésének! |

## Szereplők

### Főszereplők
| Színész(nő)          | Szerep                             | Megjegyzés                                    |
| -------------------- | ---------------------------------- | --------------------------------------------- |
| Marimar Vega         | Aura Luján Velázquez               | Fotós, Álvaro és Liliana lánya                |
| Javier Jattin        | Darío Alvarado Jáuregui            | Gerardo és Roberta fia, Lorena vőlegénye      |
| Alejandra Ambrosi    | Emilia Robaina Suárez Marina Lagos | Rendőr, Pedro és Luisa lánya, Susana testvére |
| Lourdes Reyes        | Roberta Jáuregui de Alvarado       | Gerardo felesége, Darío édesanyja             |
| Carlos Torres        | Cristóbal Larios                   | Rendőr                                        |
| Adriana Parra        | Mara Castillo                      |                                               |
| Alexandra de la Mora | Lucía Salazar de Fuentes           | Daniel felesége, Larissa édesanyja            |
| Juán Ríos            | Álvaro Luján                       | Aura édesapja                                 |
| Bianca Calderón      | Patricia de Santana                | Mario felesége, Valeria édesanyja             |
| Mario Loría          | Mario Santana                      | Pilóta, Patricia férje, Valeria édesapja      |
| Diego Soldano        | Silvio Galliano                    |                                               |
| Camila Ibarra        | Valeria Santana                    | Mario és Patricia lánya, Larissa barátnője    |
| Julia Urbini         | Larissa Fuentes Salazar            | Lucía lánya, Valeria barátnője                |
| Cristina Rodlo       |                                    |                                               |
| Geraldine Zinat      | Gema                               |                                               |
| Rodrigo Abed         | Gerardo Alvarado                   | Roberta férje, Darío édesapja                 |

### Vendég- és mellékszereplők
| Színész(nő)           | Szerep                           | Megjegyzés                                |
| --------------------- | -------------------------------- | ----------------------------------------- |
| Adrián Herrera Mundo  | Darío Álvarado Jáuregui (gyerek) | Gerardo és Roberta fia                    |
| Alejandro Caso        | Daniel Fuentes                   | Lucía férje, Larissa édesapja             |
| Alexander Holtmann    | Humberto                         |                                           |
| Ana Lucía             |                                  |                                           |
| Ana Paula de la Torre | Susana Robaina Suárez (gyerek)   | Pedro és Luisa lánya, Emilia testvére     |
| Ana Sofía Durán       | Aura Luján Velázquez (gyerek)    | Álvaro és Liliana lánya                   |
| Citlali Galindo       | Luisa Suárez vda. de Robaina     | Pedro özvegye, Susana és Emilia édesanyja |
| Claudia Espinoza      |                                  |                                           |
| Héctor Berzunza       |                                  |                                           |
| Irineo Álvarez        | Sergio                           | Rendőr                                    |
| Sacha Marcus          | Claudio                          | Festő                                     |
| Thanya López          | Liliana Velázquez de Luján       | Aura édesanyja                            |
| Toño Muñiz            | David "El Chino" Saravia         |                                           |
| Vanessa Mateo         |                                  |                                           |
| Ximena Guerra         | Lorena Sarkis                    | Darío menyasszonya                        |